# Johann Dummel
Johann Dummel (* um 1803 in Markelfingen, damals Kurfürstentum Baden; † 19. Februar 1873 in Salzburg; auch Dumel und Dumler, er selbst unterschrieb Briefe mit Johan Dummel) war ein Orgel- und Klavierbauer und arbeitete vorwiegend in Salzburg.

## Leben
Johann Dummel wurde in Markelfingen bei Radolfzell geboren. Nach seinen Lehr- und Wanderjahren kam er nach Salzburg, wo er am 20. September 1836 und am 1. März 1837 beim Salzburger Magistrat um die Gewerbsverleihung zum Orgelbaue, Reparieren derselben, und überhaupt um Verfertigung der forte-Pianos ansuchte. Die daraufhin von den Beamten befragten zwei weiteren Orgelbauer, Ludwig Mooser und Joseph Konradt, rieten dem Magistrat ab: sie hielten […] ein drittes derlei Gewerbe ganz überflüßig […], woraufhin Dummels Gesuch abgelehnt wurde. Dagegen legte er Rekurs ein und erhielt schließlich am 19. Oktober 1837 die angesuchte Befugniß verliehen.
Seine Wohnung und wohl auch seine Werkstätte hatte er zuerst im Haus Innere Steingasse Nr. 341, spätestens 1840 im Haus Badergäßchen Nr. 308, wo er für 2060 Gulden einen Hausboden gekauft hatte. Anfangs arbeitete er noch mit seinem Bruder Anton Dummel zusammen, den er als Gesellen beschäftigte und mit dem er hauptsächlich bestehende Orgeln reparierte. Anlässlich des Neubaues der Orgel in der Pfarrkirche Morzg wurde er in einem Schreiben der Regierung des Salzburgkreises als sehr fähig bezeichnet, später allerdings seine Arbeiten als höchst unvollkommen und schlecht ausgefallen kritisiert. In Folge hatte er nur noch geringe Chancen, bei Neubauten zum Zuge zu kommen.
1837 stimmte Dummel die Orgel am Dürrnberg, die jetzt in Torren steht, 1842 renovierte er die 1741 von Johann Gottfried Lindemayr gebaute Orgel der Pfarrkirche Hallstatt, 1846 repariert er die Karl-Mauracher-Orgel in der Faistenau, ebenso 1848, wo er drei Tage an der Reparatur und Stimmung des Instruments gearbeitet hatte.
Zuletzt lebte er, von seiner Frau geschieden und mittellos, im Leprosenhaus, wo er am 19. Februar 1873 verstarb, zwei Tage später wurde er begraben.
Im Salzburg Museum ist ein Tafelklavier von Johann Dummel ausgestellt.

## Werkliste (Auswahl)
Die Tabelle führt einige seiner nachgewiesenen Neubauten auf. Die Größe der Instrumente wird in der fünften Spalte durch die Anzahl der Manuale und die Anzahl der klingenden Register in der sechsten Spalte angezeigt. Ein großes „P“ steht für ein selbstständiges Pedal. Eine Kursivierung zeigt an, dass die betreffende Orgel nicht mehr oder lediglich der Prospekt erhalten ist.
| Jahr    | Ort                  | Gebäude                 | Bild                 | Manuale | Register | Bemerkungen                                                                               |
| ------- | -------------------- | ----------------------- | -------------------- | ------- | -------- | ----------------------------------------------------------------------------------------- |
| 1838    | Tamsweg              | St. Leonhard ob Tamsweg | Dummels Entwurf 1837 | I/P     | 12       | 2005–2007 von Orgelbau Walter Vonbank restauriert.                                        |
| 1839    | Morzg                | Pfarrkirche Morzg       |                      | I/P     | 6        | 2001 von Orgelbau Roland Hitsch gereinigt und instand gesetzt.                            |
| 1840    | Anif                 | Pfarrkirche Anif        |                      | I/P     | 6        | nicht erhalten                                                                            |
| um 1840 | Hallein              | Spitalskirche           |                      |         |          | nicht erhalten                                                                            |
| 1842    | Ortschaft Seetal     | Pfarrkirche Seetal      |                      | I/P     | 8        | nicht erhalten                                                                            |
| 1842    | Krispl               | Pfarrkirche             |                      | I/P     | 6        | Gehäuse teilweise erhalten. 1909 von Albert Mauracher durch ein neues Instrument ersetzt. |
| 1850    | Sankt Jakob am Thurn | Pfarrkirche             |                      | I/P     | 6        | nicht erhalten                                                                            |